# کامپیوتراکتیو
کامپیوتراکتیو (به انگلیسی: Computeractive) (گاهی برای بازتاب لوگو به عنوان Computeract!ve نوشته می‌شود) یک مجله کامپیوتری است که هر دو هفته یکبار توسط فیوچر پی‌ال‌سی در بریتانیا منتشر می‌شود.

## تاریخچه و مشخصات
این مجله اولین بار در فوریه ۱۹۹۸ توسط نیلسن هلدینگ منتشر شد که پیش از آن در سال ۲۰۰۷ این‌سی‌سیو مدیا آن را خریده بود. اما در فوریه ۲۰۱۳ به انتشارات دنیس فروخته شد. مجله خواهر آن سری آلتیمیت گاید است.
بر اساس فروش هر دو هفته یکبار که توسط اداره حسابرسی بریتانیا تأیید شده‌است، کامپیوتراکتیو پرفروش‌ترین مجله کامپیوتری در بریتانیا است. نسخه اپلیکیشن آی‌پد مجله در ژانویه ۲۰۱۲ راه‌اندازی شد. یک نسخه الکترونیکی کامپیوتراکتیو هرچند خریداران نمی‌توانند به صورت آفلاین بخوانند توسط مجله زد ارائه شده‌است.
فیوچر پی‌ال‌سی در سال ۲۰۲۱ انتشارات دنیس و بخش محاسباتی آن از جمله کامپیوتراکتیو را خرید.

## فهرست مطالب
این مجله به بخش‌های زیر تقسیم می‌شود:
- اخبار – خلاصه‌ای از آخرین اخبار فناوری
- سؤال دو هفته - انشا در مورد یک سؤال انتخابی
- از فناوری خود محافظت کنید - خلاصه‌ای از اخبار امنیتی اخیر و آخرین اقدامات پیشگیرانه
- نامه‌ها - نامه‌های خوانندگان
- مصرفی - کمک حقوقی برای اقلام خریداری شده آنلاین
- درخت خانوادگی خود را رشد دهید - نکاتی برای ایجاد درختان خانوادگی
- بهترین رایگان‌افزار – بررسی نرم‌افزار رایگان
- نام و شرمنده - به خوانندگان برنامه‌های ناامن هشدار می‌دهد
- بررسی - بررسی سخت‌افزار رایانه و نرم‌افزار مصرف‌کننده توسط کارکنان مجله و روزنامه‌نگاران مختلف آزاد.
- کارگاه‌ها و نکات - فرآیندهایی را که می‌توان روی یک دستگاه انجام داد را نشان می‌دهد
- اینهمه هیاهو برای چیست؟ - یک فناوری جدید را خلاصه می‌کند
- ویژگی‌های جلد - ویژگی‌های خاص
- مشکلات حل شده - حل مشکلات خواننده
- پشتیبانی خواننده - مشکلات خواننده را با نرم‌افزار خریداری شده از فروشگاه رایانه‌ای حل می‌کند
- جارگون باستر - اصطلاحات اصطلاحی را توضیح می‌دهد
- وقتی می‌دانید چگونه آسان است - کارگاه ویژه